# JP-4
JP-4 або JP4 (від «Jet Propellant») — паливо для реактивних двигунів, рекомендоване урядом США в 1951 році (MIL-DTL-5624). Код НАТО — F-40. Також відоме як avtag.

## Використання
JP-4 була сумішшю гасу та бензину 50-50. Вона мала нижчу температуру спалаху, ніж JP-1, але було кращим через його більшу доступність. Це було основним реактивним паливом ВПС США з 1951 по 1995 рік.
MC-77 є шведським військовим еквівалентом JP-4.

## Суміш
JP-4 було сумішшю аліфатичних і ароматичних вуглеводнів. Це була легкозаймиста прозора рідина прозорого або солом’яного кольору із запахом, схожим на гас. Вона легко випаровувалась і плавала на воді. Хоча вона мала низьку температуру спалаху (0 °F (−18 °C)), запалений сірник, опущений у JP-4, не запалить суміш. JP-4 замерзало при −76 °F (−60 °C), а його максимальна температура горіння становила 6 670 °F (3 688 °C). 
JP-4 була непровідною рідиною, схильною до накопичення статичної електрики під час руху по трубах і резервуарах. Оскільки він є летким і має низьку температуру спалаху, статичний розряд може спричинити пожежу. Починаючи з середини 1980-х років до палива додавали антистатик, щоб зменшити накопичення заряду та відповідний ризик пожеж. Необхідно контролювати швидкість потоку, а все обладнання, що використовується, має бути електрично з’єднане та добре заземлене.

## Поступова відмова
Прагнення до менш легкозаймистого та менш небезпечного палива змусило ВПС США відмовитися від JP-4 на користь JP-8. Перехід до операцій ВПС США у Великій Британії був здійснений у 1979 році, а зміни були завершені в усіх ВПС США до кінця 1995 року.